# Arhat

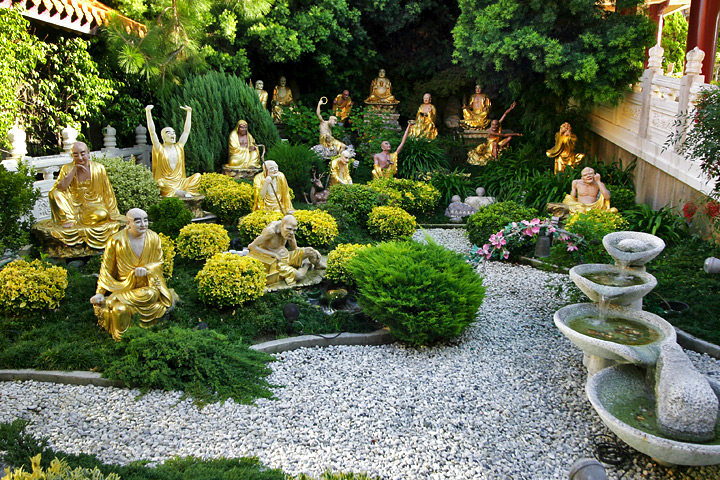
Giardino con la raffigurazione di numerosi Arhat

Nel buddhismo, gli arhat (sanscrito: अर्हत् "degno di venerazione") o arahant (pāli) sono coloro i quali hanno raggiunto il nirvana. Gli arhat praticano solo per loro stessi, per raggiungere il Nirvana il prima possibile, al contrario invece dei Bodhisattva.
Il termine "arhat" è sanscrito; in vietnamita si dice La Hán; in cinese 阿羅漢T, āluóhànP o 羅漢T, luóhànP; in coreano 아라한?, 阿羅漢?, arahanLR o 나한?, 羅漢?, nahanLR; in giapponese arakan (阿羅漢?) o rakan (羅漢?); in tibetano dgra bcom pa (དགྲ་བཅོམ་པ).།
Un arhat ha quindi percorso lo stesso cammino di un Buddha raggiungendo il nibbāṇa (pāli, nirvāṇa sans.), ma non attraverso una dottrina e una disciplina sviluppati autonomamente, bensì grazie all'insegnamento di un Buddha, vivente o passato. Prima del Sutra del Loto, gli "arhat" non potevano ottenere l'illuminazione perché avevano bruciato i semi della buddità; solo nel IV capitolo del Sutra del Loto, con la parabola del figlio del ricco, tutta l'assemblea degli Arhat o "ascoltatori della voce" manifesta il proprio ringraziamento al Buddha per la predizione dell'illuminazione e rammarico per essersi accontentati di uno stato inferiore, essendo convinti di poter meritare solo quello.
Nelle altre scuole di buddhismo, e in particolare nel buddhismo Mahāyāna, gli arhat sono dei Buddha a tutti gli effetti, detti śrāvakabuddha, ma comunque inferiori a coloro che, pur potendo ormai conseguire tale stato, prendono il voto di continuare a rinascere innumerevoli volte come bodhisattva fintanto che resteranno al mondo esseri senzienti non illuminati, e sono detti Bodhisattvabuddha o Samyaksambuddha.